# Careaçu

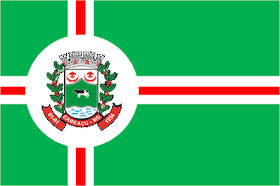
Drapeau de Careaçu

Careaçu est une municipalité brésilienne de l'État du Minas Gerais et la microrégion de Santa Rita do Sapucaí.